# Shmuel Szteinhendler
Shmuel Szteinhendler (1946, Buenos Aires) es un rabino argentino asentado en Santiago de Chile, quien es considerado el gran rabino actual de Cuba, así como el director regional masortí en América Latina.

## Biografía
Szteinhendler nació en Argentina y se formó como un rabino conservador en Buenos Aires. Él comenzó a visitar Cuba regularmente desde 1992, operando desde su base en Guadalajara, México, y supervisó un renacimiento de la cultura judía, sirviendo como un líder espiritual informal de la comunidad judía en Cuba.
Es el rabino de la Comunidad Beit Emunah de Santiago, cuya sinagoga se encuentra actualmente ubicada en el Campus Judío de Vitacura.